# Méthanesulfonate d'éthyle
Le méthanesulfonate d'éthyle, souvent abrégé EMS, est un composé organique mutagène, tératogénique et présumé cancérogène, de formule CH3SO3C2H5. Il produit des mutations génétiques aléatoires par substitution de nucléotides. Il s'agit généralement de mutations ponctuelles qui apparaissent à une fréquence de l'ordre de 5 × 10-4 à 5 × 10-2 par gène. Le groupement éthyle de l'EMS réagit avec la guanine de l'ADN, formant une base anormale O-6-éthylguanine. Durant la réplication de l'ADN, l'ADN polymérase apparie fréquemment une thymine à la place d'une cytosine en complément de la O-6-éthylguanine. À la suite d'une série de réplications de l'ADN, la paire de base originale G:C peut donc devenir A:T. Ces changements dans l'information génétique sont souvent néfastes pour la cellule et peuvent induire l'apparition d'une maladie. L'EMS est souvent utilisé en génétique comme agent mutagène. Les mutations génétiques induites peuvent être analysées par séquençage de l'ADN ou par d'autres techniques.